# Nicolas Domenach
Pour les articles homonymes, voir Domenach.
Nicolas Domenach, né le 29 mars 1950 à Paris, est un journaliste politique français.
Après avoir démissionné de la rédaction du magazine hebdomadaire Marianne, qu'il a contribué à créer en 1997 et dont il a été directeur adjoint de la rédaction, il est, depuis le 1er septembre 2014, chroniqueur politique à l'hebdomadaire Challenges. Il fut également chroniqueur dans La Nouvelle Édition de Canal+ jusqu'en 2017.

## Biographie
Nicolas Domenach est né le 29 mars 1950. Sans être passé par une école de journalisme, il commence sa carrière à la presse écrite au Quotidien de Paris en 1974, puis passe au Matin de Paris en 1977, avant de participer avec son confrère Jean-François Kahn à la création de l'hebdomadaire L'Événement du jeudi en 1984, puis du magazine Marianne en 1997,.
Tout en continuant ses activités en presse écrite, Nicolas Domenach collabore avec la chaîne d'information en continu i-Télé. Après avoir régulièrement participé à N'ayons pas peur des mots, l'émission quotidienne de débat contradictoire présentée par Samuel Étienne, il remplace Christophe Barbier à partir de septembre 2006 pour assurer un éditorial quotidien dans I>Matin, la matinale présentée par Nathalie Iannetta et Laurent Bazin (jusqu'à l'été 2008), et débattre chaque vendredi soir de l'actualité politique avec Éric Zemmour dans l'émission Ça se dispute, animée alors par Victor Robert,.
En 2007, Jean-François Kahn quitte Marianne, Nicolas Domenach reste fidèle au journal et devient directeur adjoint de la rédaction.
De septembre 2007 à juin 2011, il est par ailleurs chroniqueur sur Canal+ dans l'émission quotidienne L'Édition spéciale animée par Bruce Toussaint. En septembre 2008, il arrête son éditorial matinal sur i-Télé mais poursuit sa participation à Ça se dispute.
Lorsque début 2011, Laurent Joffrin annonce son souhait de quitter la direction de Libération pour prendre celle du Nouvel Observateur, Nicolas Domenach se voit proposer de le remplacer. Il refuse, et c'est finalement Nicolas Demorand qui obtient le poste.
À partir de septembre 2011, il fait partie de l'équipe de La Nouvelle Édition, émission animée par Ali Baddou qui succède à L'Édition spéciale tous les midis sur Canal+.
En juillet 2014, Nicolas Domenach quitte la rédaction de Marianne, à la suite de désaccords avec la nouvelle direction de l'hebdomadaire, qui lui demandait notamment de cesser sa collaboration avec le groupe Canal+. Le 1er septembre 2014, il est engagé par l'hebdomadaire Challenges comme chroniqueur politique.
En août 2016, Nicolas Domenach, qui intervenait déjà sur l'antenne de RTL pour une chronique dans la matinale, deux fois par semaine, poursuit sa collaboration avec la station de radio en débattant dorénavant avec Éric Zemmour, tous les vendredis, au cours de cette même matinale.
Dès janvier 2018, il participe en tant qu'éditorialiste politique à l'émission Et en même temps le dimanche sur BFM TV.
À la rentrée 2018, il devient directeur du Nouveau Magazine littéraire.  Il anime régulièrement des émissions sur I24 News.

## Controverses

### Condamnation pour diffamation
Le 10 novembre 1997, le tribunal correctionnel de Paris condamne Nicolas Domenach à 40 000 francs d'amende pour diffamation envers Jean-Marie Le Pen. Ce dernier reprochait au journaliste de lui avoir prêté faussement des propos antisémites dans un livre, Le roman d'un président (1997), écrit en collaboration avec le journaliste Maurice Szafran. Le tribunal, après avoir écouté l'enregistrement de l'interview de Jean-Marie Le Pen par les deux journalistes, a jugé que Jean-Marie Le Pen n'avait, à aucun moment, prononcé le mot « juif », ni jamais parlé de « complot juif ». Le tribunal, dans son jugement, a dénoncé les méthodes de Nicolas Domenach, y voyant un « procédé déloyal » et « contraire à toute déontologie du journalisme ». Maurice Szafran, le second auteur de cet ouvrage, a été mis hors de cause pour une question de procédure.

### Voyage payé par l'État
En 2016, il est l'invité personnel de la « tournée africaine »  du Premier ministre Manuel Valls. À ce titre, l'ensemble de ses frais de voyage sont payés par l’État, là où d'autres paient 2200 € par personne. Interrogé par la presse sur cette « proximité » et son indépendance de journaliste vis-à-vis du pouvoir, il répond que cette proximité ne saurait perturber son approche journalistique,. 

## Vie privée
Il est le fils du journaliste et résistant Jean-Marie Domenach, ancien directeur de la revue Esprit, et le frère du sinologue et politologue Jean-Luc Domenach.
Il est divorcé de la journaliste Michèle Fitoussi,, mère de ses enfants Hugo et Léa Domenach.